# Soperton
Soperton és una població dels Estats Units a l'estat de Geòrgia. Segons el cens del 2000 tenia 2.824 habitants.

## Demografia
Segons el cens del 2000, Soperton tenia 2.824 habitants, 1.096 habitatges, i 737 famílies. La densitat de població era de 336,5 habitants/km².
Dels 1.096 habitatges en un 32,8% hi vivien nens de menys de 18 anys, en un 36,4% hi vivien parelles casades, en un 26,4% dones solteres, i en un 32,7% no eren unitats familiars. En el 29,7% dels habitatges hi vivien persones soles el 15,1% de les quals corresponia a persones de 65 anys o més que vivien soles. El nombre mitjà de persones vivint en cada habitatge era de 2,49 i el nombre mitjà de persones que vivien en cada família era de 3,09.
Per edats la població es repartia de la següent manera: un 28,3% tenia menys de 18 anys, un 9,4% entre 18 i 24, un 26,6% entre 25 i 44, un 20,4% de 45 a 60 i un 15,4% 65 anys o més.
L'edat mediana era de 34 anys. Per cada 100 dones de 18 o més anys hi havia 73,8 homes.
La renda mediana per habitatge era de 20.471 $ i la renda mediana per família de 26.042 $. Els homes tenien una renda mediana de 24.643 $ mentre que les dones 18.646 $. La renda per capita de la població era de 12.367 $. Entorn del 29,3% de les famílies i el 31,7% de la població estaven per davall del llindar de pobresa.

## Poblacions més properes
El següent diagrama mostra les poblacions més properes.